# Neomaenas fuscescens
Neomaenas fuscescens är en fjärilsart som beskrevs av Butler 1881. Neomaenas fuscescens ingår i släktet Neomaenas och familjen praktfjärilar. Inga underarter finns listade i Catalogue of Life.